# Либенфельс
Либенфельс (нем. Liebenfels) — ярмарочная коммуна (нем. Marktgemeinde) в Австрии, в федеральной земле Каринтия. 
Входит в состав округа Санкт-Файт.  Население составляет 3290 человек (на 31 декабря 2005 года). Занимает площадь 58,85 км². Официальный код  —  2 05 15.

## Фотографии

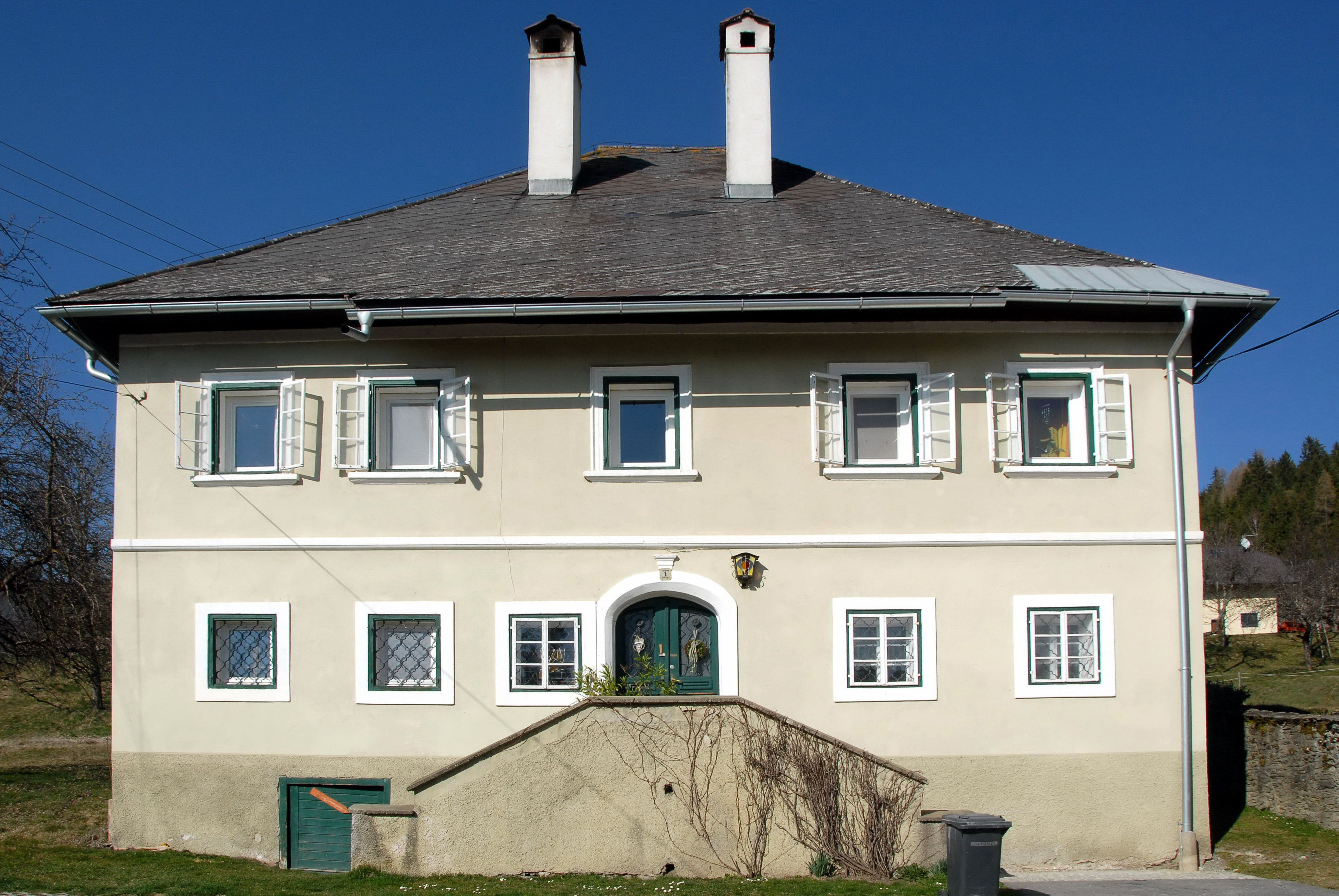
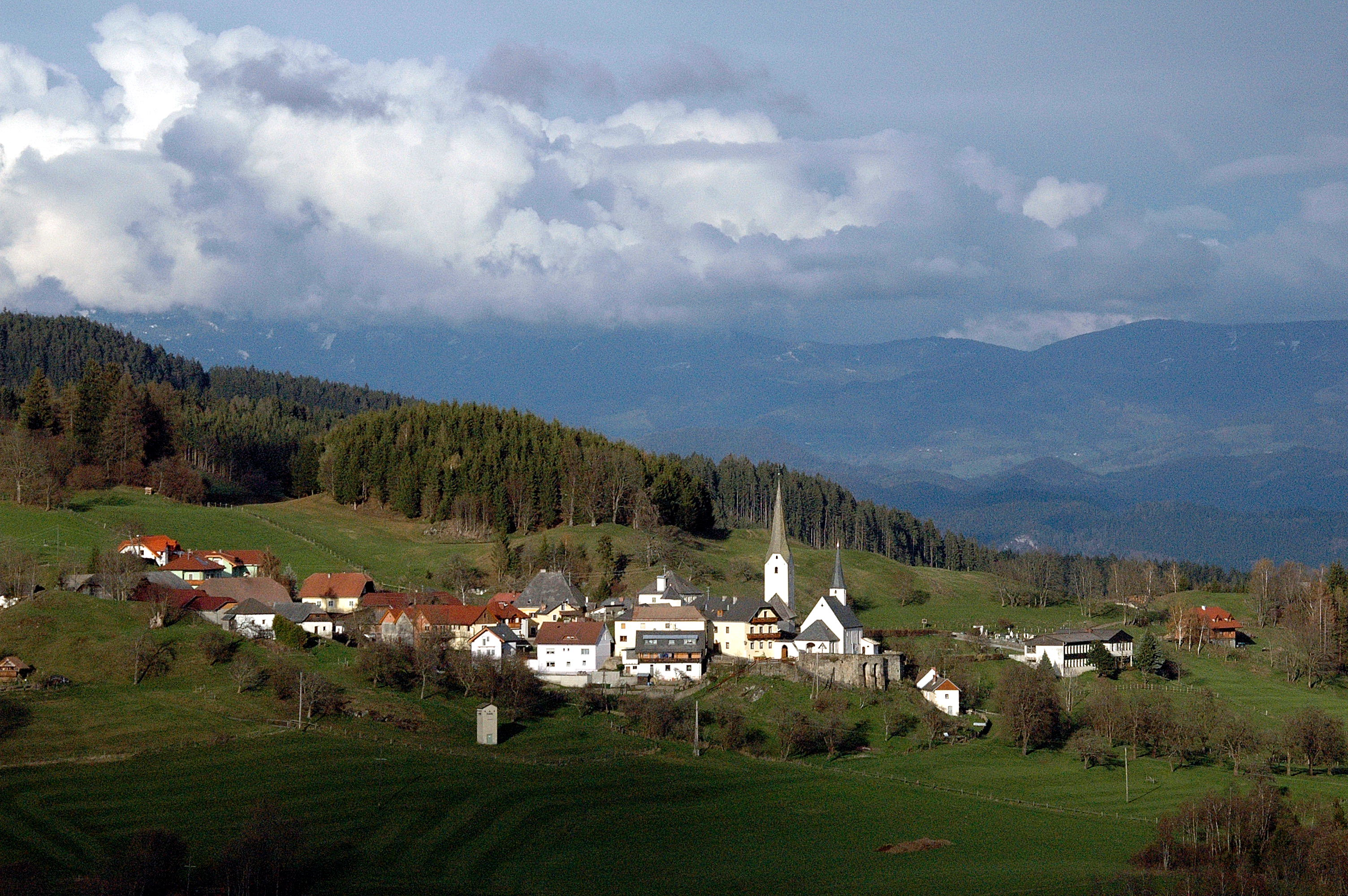
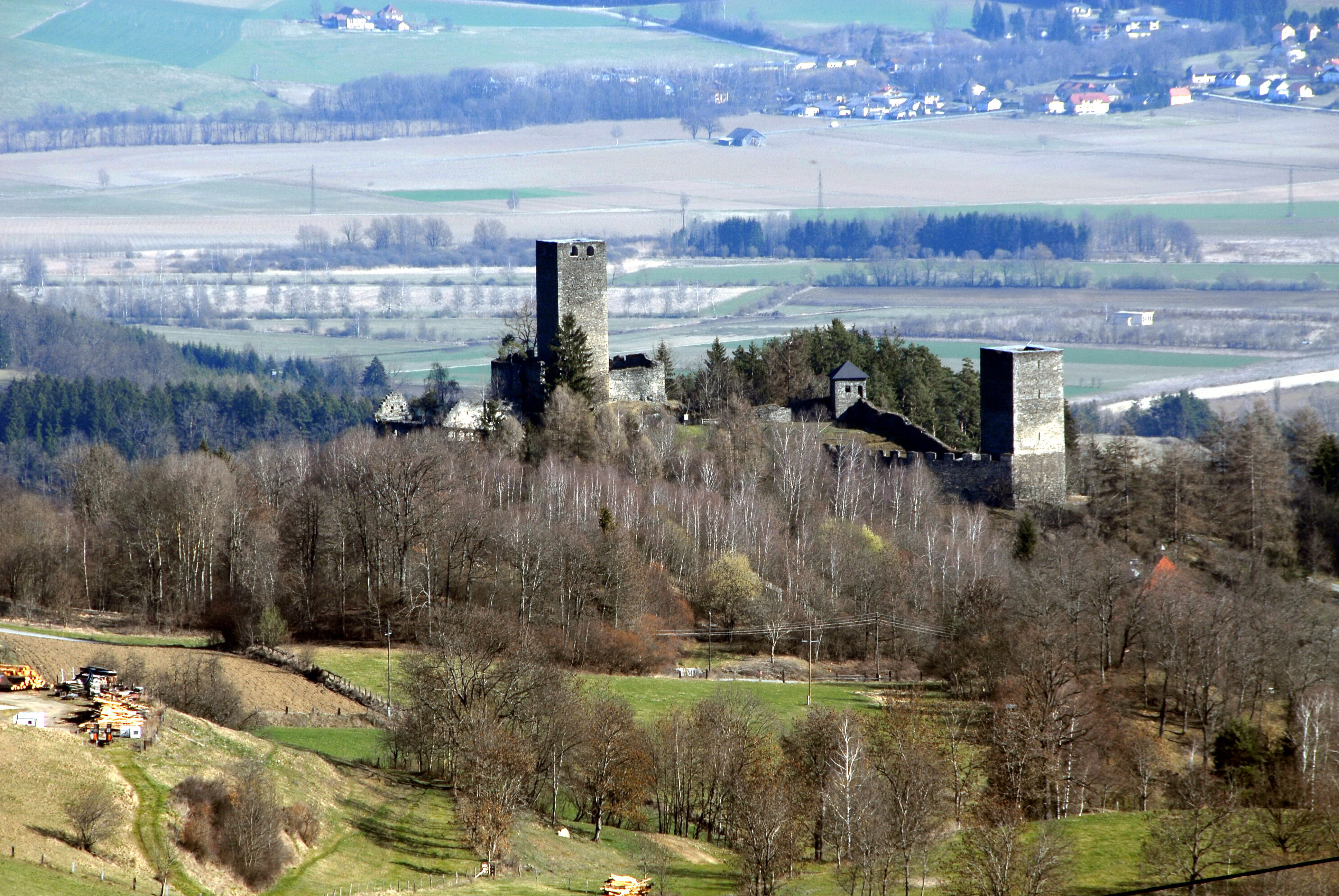
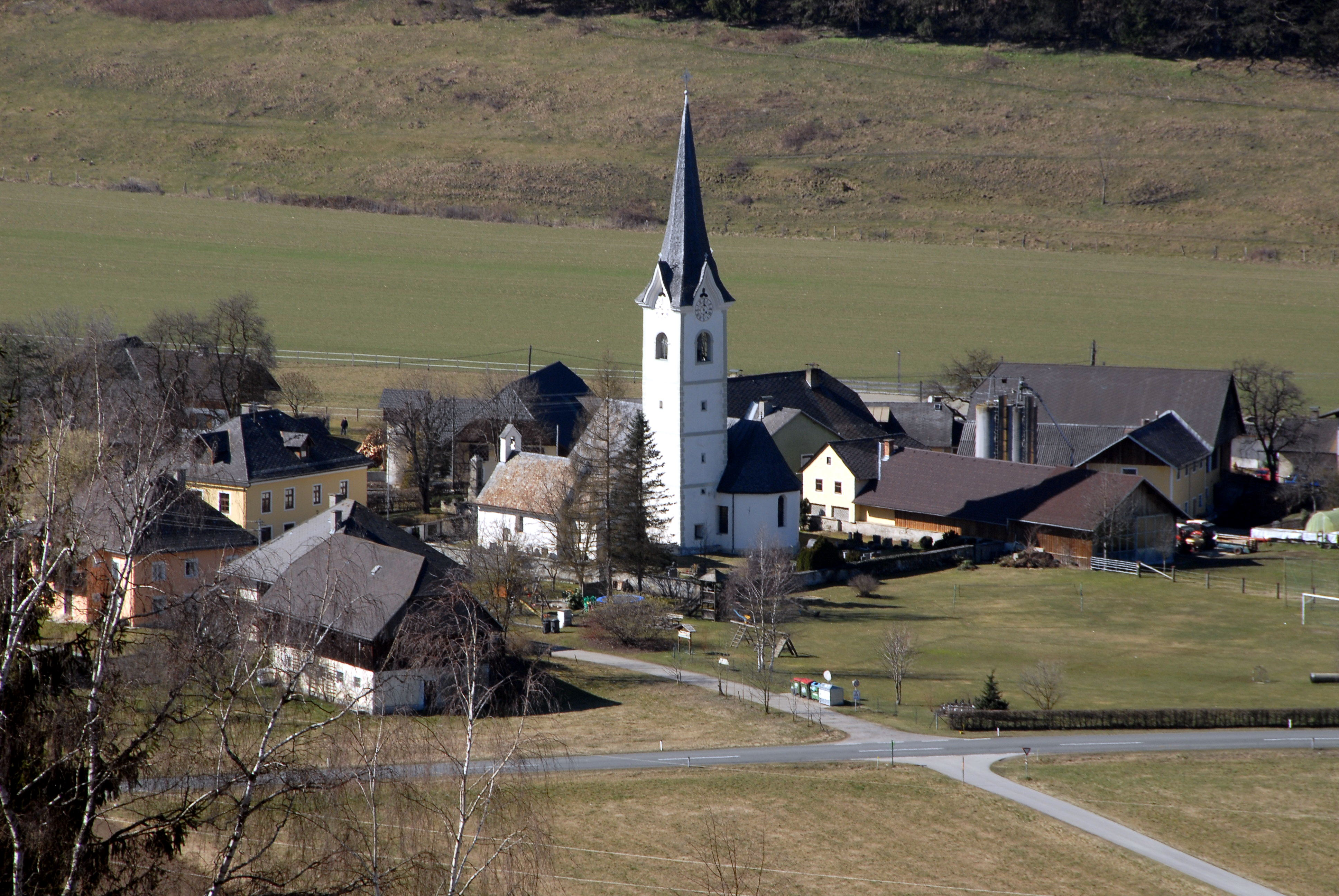

## Политическая ситуация
Бургомистр коммуны — Клаус Кёхль (СДПА) по результатам выборов 2003 года.
Совет представителей коммуны (нем. Gemeinderat) состоит из 23 мест.
- СДПА занимает 13 мест.
- АПС занимает 6 мест.
- АНП занимает 4 места.